# Lasionycta alberta
Lasionycta alberta là một loài bướm đêm trong họ Noctuidae.